# Cieszkowo-Kolonia
Cieszkowo-Kolonia (prononciation : [t͡ɕeʂˈkɔvɔ kɔˈlɔɲa]) est un village polonais de la gmina de Baboszewo dans le powiat de Płońsk de la voïvodie de Mazovie dans le centre-est de la Pologne.

## Histoire
De 1975 à 1998, le village appartenait administrativement à la voïvodie de Ciechanów.